# تیم ملی بسکتبال زنان روسیه
تیم ملی بسکتبال زنان روسیه ، نماینده روسیه در مسابقات بین‌المللی بسکتبال زنان است